# Brzęczkowice (Niemodlin)
Brzęczkowice (deutsch: Springsdorf) ist ein Ort in der Landgemeinde Niemodlin im Powiat Opolski der Woiwodschaft Opole in Polen.

## Geographie
Brzęczkowice liegt drei Kilometer westlich von Niemodlin (Falkenberg) und 28 Kilometer westlich von Opole in der Schlesischen Tiefebene. Nördlich und südlich liegen weitläufige Waldgebiete, die zum Forst Falkenberg gehören.
Nachbarorte von Brzęczkowice sind Niemodlin im Süden, Lipno (Lippen) im Südosten und Jaczowice (Jatzdorf) im Süden.

## Geschichte
„Prinzcowitz“ wurde erstmals im Zehntregister Liber fundationis episcopatus Vratislaviensis aus den Jahren 1295–1305 erwähnt. Für 1534 ist es in der Schreibweise Brzenschkowitz belegt.
Nach dem Ersten Schlesischen Krieg 1742 fiel Springsdorf mit dem größten Teil Schlesiens an Preußen.
Nach der Neugliederung der Provinz Schlesien gehörte die Landgemeinde Springsdorf ab 1817 zum Landkreis Falkenberg O.S., mit dem es bis 1945 verbunden blieb. 1845 lebten in Springsdorf 118 Einwohner, davon 58 evangelisch. 1855 waren es 140 Einwohner. 1865 zählte das Dorf sechs Bauern-, fünf Gärtner- und sechs Häuslerstellen. Eingeschult waren die Kinder nach Falkenberg. 1874 wurde der Amtsbezirk Schloss Falkenberg gebildet, dem die Landgemeinden Gnichwitz, Jatzdorf, Lippen, Petersdorf, Roßdorf, Scheppanowitz, Springsdorf und Weschelle sowie die Gutsbezirken Gnichwitz, Falkenberg, Schloß, Jatzdorf, Lippen, Petersdorf, Roßdorf, Scheppanowitz, Springsdorf und Weschelle eingegliedert wurden. 1885 zählte Springsdorf 125 Einwohner. 1933 lebten in Springsdorf 107 Einwohner und 1939 waren es 111 Einwohner. 
Am 17. März 1945 wurde das Dorf von der Roten Armee eingenommen und drei Gehöfte in Brand gesteckt. Als Folge des Zweiten Weltkriegs fiel Springsdorf 1945 unter polnische Verwaltung. Nachfolgend wurde es in Brzęczkowice umbenannt. Die deutsche Bevölkerung wurde, soweit sie nicht vorher geflohen war, weitgehend vertrieben. Die neu angesiedelten Bewohner waren teilweise Zwangsumgesiedelte aus Ostpolen, das an die Sowjetunion gefallen war.
1946–1950 gehörte Brzęczkowice zur Woiwodschaft Breslau, 1950 wurde es der Woiwodschaft Opole eingegliedert. Seit 1999 gehört es zum Powiat Opolski.